# Philodina convergens
Philodina convergens är en hjuldjursart som beskrevs av Murray 1908. Philodina convergens ingår i släktet Philodina och familjen Philodinidae. Inga underarter finns listade i Catalogue of Life.